# Ботанички врт у Куритиби
25° 26′ 34″ S 49° 14′ 22″ W / 25.44278° Ј; 49.23944° З
Ботаничка башта у Куритиби (порт. Jardim Botânico de Curitiba, Jardim Botânico Fanchette Rischbieter је ботаничка башта у Куритиби, главном граду државе Парана, и највећем граду у Јужном Бразилу.
То је главна туристичка атракција града - у 2007. највише гласали место у изборима за избор „Седам светских чуда Бразила" - и куће делу кампуса Савезне Универзитета Парана (најстарији универзитет у Бразил). Да ли је незванични симбол града и свих Јужне Бразила.
Међународни идентификациони: CURIT.